# Stylidium pedunculatum
Stylidium pedunculatum är en tvåhjärtbladig växtart som beskrevs av Robert Brown. Stylidium pedunculatum ingår i släktet Stylidium och familjen Stylidiaceae. Utöver nominatformen finns också underarten S. p. ericksonae.